# 舒格克里克鎮區 (印第安納州布恩縣)
舒格克里克鎮區（英語：Sugar Creek Township）是位於美國印第安納州布恩縣的一個行政鎮區。

## 地方資料
根據2010年美國人口普查的數據，舒格克里克鎮區的面積為87.00平方千米，當中陸地面積為86.90平方千米，而水域面積為0.10平方千米。當地共有人口2243人，而人口密度為每平方千米25.78人。